# Szerachauskaja Buda
Szerachauskaja Buda (biał. Шэрахаўская Буда; ros. Шереховская Буда, Szeriechowskaja Buda; pol. hist. Szerechowska Buda) – wieś na Białorusi, w obwodzie homelskim, w rejonie kormańskim, w sielsowiecie Barawaja Buda.

## Historia
W XIX i w początkach XX w. położona była w Rosji, w guberni mohylewskiej, w powiecie rohaczewskim, w gminie Merkułowicze. Następnie w granicach Związku Sowieckiego. Od 1991 w niepodległej Białorusi.